# Chrysosoma biciliatum
Chrysosoma biciliatum är en tvåvingeart som beskrevs av Octave Parent 1931. Chrysosoma biciliatum ingår i släktet Chrysosoma och familjen styltflugor.
Artens utbredningsområde är Ghana. Inga underarter finns listade i Catalogue of Life.